# Pickrell (Nebraska)
Pickrell je selo u američkoj saveznoj državi Nebraska. Prema popisu stanovništva iz 2010. u njemu je živjelo 199 stanovnika.